# Ternóvskaya
Ternóvskaya (del ruso: Терно́вская) es una stanitsa del raión de Tijoretsk del krai de Krasnodar, en Rusia. Está situado a orillas del Ternovka, afluente por la izquierda del río Yeya, 21 km al oeste de Tijoretsk y 140 km al nordeste de Krasnodar, la capital del krai. Tenía 6 082 habitantes en 2010.
Es cabeza del municipio Ternóvskoye, al que pertenecen también las localidades de Novorománovskaya, Poroshinskaya y Vperiod. En total el municipio contaba 6 405 habitantes.

## Demografía
| 2002  | 2010  |
| ----- | ----- |
| 6 558 | 6 082 |

### Composición étnica
De los 6 558 habitantes que tenía en 2002, el 94.1 % era de etnia rusa, el 1.5 % era de etnia ucraniana, el 1.4 % era de etnia armenia, el 0.5 % era de etnia bielorrusa, el 0.4 % era de etnia georgiana, el 0.3 % era de etnia azerí, el 0.2 % era de etnia alemana, el 0.2 % era de etnia griega y el 0.1 % era de etnia tártara

## Historia
La localidad fue fundada en 1812. Fue denominada originalmente Ternovskoye y rebautizada como Ternóvobalskaya al ser elevada al estatus de stanitsa en 1846. Hasta 1920 pertenecía al otdel de Kavkázskaya  del óblast de Kubán. A finales del siglo XIX tenía unos cuatro mil habitantes.

## Economía y transporte
Las principales empresas de la localidad son una granja avícola y una empresa dedicada a la elaboración de semillas de girasol.
El ferrocarril Tijoretsk-Salsk bordea por el norte la localidad, que es servida por la estación de Poroshinskaya.

## Servicios sociales
En la stanitsa hay una escuela de enseñanza general media, un hospital,  varios jardines de infancia, una Casa de cultura y un estadio.